# Радуховка
Радуховка (укр. Радухівка) — село в Зарянской сельской общине Ровненского района Ровненской области Украины.
Население по переписи 2001 года составляло 387 человек. Почтовый индекс — 35334. Телефонный код — 362. Код КОАТУУ — 5624687901.